# Versus de Unibove
Versus de Unibove (Het lied van boer Eénos) is een middeleeuws-Latijnse fabliau, die in de 10e of 11e eeuw geschreven werd door een onbekende dichter uit de Nederlanden.
Het lied werd door Jacob Grimm ontdekt in een handschrift uit de 11e eeuw uit de abdij van Gembloux, dat bewaard wordt in de Koninklijke Bibliotheek te Brussel (ms. 10078-95, f. 38v-42v). Het werk, dat vele volkse motieven in zich verenigt, zou voor de onderhouding van een geleerd, geestelijk publiek gediend hebben. Het bestaat uit 216 vierregelige strofen met gepaard rijm.

## Inhoud
Het werk vertelt over de twist van de arme boer Eénos (Unibos), die maar één os bezit (vandaar zijn naam "Eén-os"), met de rijke en machtige dorpsnotabelen, de prevoost (praepositus), de dorpsmeier (villae maior) en de dorpspriester (templi sacerdos).
Bij zijn terugkeer van de markt in de stad, waar hij slechts een schijntje had gekregen voor de huid van zijn plots overleden os, ontdekt Eénos toevallig een grote schat zilvermunten. Wanneer de dorpsnotabelen naar de herkomst van zijn plotselinge rijkdom vragen, maakt hij hen wijs dat hij zo veel geld gekregen heeft voor het vel van zijn os. Onverwijld doden ze hun ossen, maar op de markt gekomen worden ze al snel uitgescholden en verjaagd vanwege de onredelijke prijs die ze eisen. Eénos verrast de teruggekeerde notabelen door de dood van zijn vrouw te voorspellen en haar vervolgens met een zogenaamde toverfluit weer tot leven en jeugdigheid te wekken. De drie nemen hem de fluit af, vermoorden hun vrouwen, maar slagen er niet in hen weer tot leven te wekken. Wanneer ze nu Eénos zelf willen ombrengen, lukt het hem voor de derde maal hen met een wonder, namelijk een merrie die zilvermunten in plaats van uitwerpselen voortbrengt, te verblinden. Ze kopen de merrie van hem en proberen er een voor een tevergeefs munten uit te krijgen. Ten slotte moet Eénos sterven.
Volgens zijn laatste wens moet hij in een vat opgesloten in de zee geworpen worden. Bij de zee aangekomen overtuigt Eénos hen om zijn laatste geld te gaan verdrinken in een herberg. Op belofte van een rijkelijke beloning haalt hij een voorbijtrekkende varkensboer over om met hem van plaats te wisselen in het vat, waardoor Eénos zelf kan ontkomen met de varkens. Drie dagen na zijn zogezegde dood verschijnt Eénos in het dorp met zijn kudde varkens. Omdat hij zijn grote kudde verklaart door te zeggen dat er op de zeebodem massa's varkens leven, storten zijn drie tegenstanders zich begerig naar varkens in de zee.

## Uitgaven
- Jakob Grimm (met Andreas Schmeller), Lateinische Gedichte des X. und XI. Jh. (Göttingen 1838), pp. 354–383.
- Paul van de Woestijne, De Klucht van boer Eenos naar een Latijnisch gedicht uit de 11e eeuw Versus de Unibove (Antwerpen, 1944) [met Nederlandse vertaling];
- Karl Langosch, Waltharius, Ruodlieb, Märchenepen (Berlijn, 1956), pp. 252–305 [met Duitse vertaling];
- Andries Welkenhuysen, Het Lied van boer Eenos, Syrinx-reeks (Leuven, 1975) [met Nederlandse vertaling];
- Thomas A.-P. Klein, Versus de Unibove. Neuedition mit kritischem Kommentar, Studi Medievali, ser. III 32 (Spoleto, 1991), pp. 843–86.